# フェレンティーノ
フェレンティーノ（伊: Ferentino）は、イタリア共和国ラツィオ州フロジノーネ県にある、人口約20,000人の基礎自治体（コムーネ）。

## 地理

### 位置・広がり
フロジノーネ県の西部に位置するコムーネ。県都フロジノーネから西へ9km、ローマから東南東へ67kmの距離にある。

#### 隣接コムーネ
隣接するコムーネは以下の通り。
- アクート
- アラトリ
- アナーニ
- フィウッジ
- フロジノーネ
- フモーネ
- モローロ
- ズグルゴラ
- スピーノ
- トリヴィリャーノ

### 気候分類・地震分類
フェレンティーノにおけるイタリアの気候分類 (it) および度日は、zona D, 1913 GGである。
また、イタリアの地震リスク階級 (it) では、zona 2B (sismicità media) に分類される。

## 姉妹都市
- サン・セヴェリーノ・マルケ、イタリア
- エカテリンブルク、ロシア
- ロックフォード、アメリカ合衆国